# Las Vegas (série de televisão)
Las Vegas é uma série de televisão americana sobre um grupo de pessoas que trabalham em Las Vegas, no casino Montecito Resort and Casino, e que têm de reagir a diversos problemas que acontecem no casino relativos à segurança. A série teve início em Setembro de 2003, tendo sido cancelada em 2008.

## Sinopse
Ed "Big Ed" Deline, antigo agente da CIA, é o chefe do grupo de vigilância do "Montecito Resort & Casino", assim como o mais novo Presidente de Operações. O seu braço direito é Danny McCoy, um ex-fuzileiro naval dos EUA e nativo de Las Vegas. Eles têm de lidar com trapaceiros, rivais que querem roubar os seus maiores apostadores, além de muita inimizade. Também no Montecito, estão Mary Connell, amiga de infância de Danny e a especial coordenadora de eventos, Mike Cannon, o sabe tudo, Nessa Holt, também conhecida como "The Ice Queen" (A Rainha de Gelo), que sabe e vê tudo dentro do casino, Delinda Deline, responsável pelo Mystique, o restaurante de alta classe do casino e Samantha Marquez, uma antiga rival do casino, que agora é a anfitriã de todos aqueles que realizam altas apostas.
Surgem problemas diariamente nesta cidade que têm de ser resolvidos por todos os que trabalham neste casino.

## Elenco e personagens
- James Caan como Ed "Big Ed" Deline - um antigo agente da CIA e director de inteligência para a mesma agência, um homem duro, já desempenhou funções como chefe da segurança e é agora presidente das operações do grupo "Montecito" e está no conselho de directores.
- Josh Duhamel como Danny McCoy
- Nikki Cox como Mary Connell
- James Lesure como Mike Cannon
- Vanessa Marcil como Samantha "Sam" Jane Marquez
- Molly Sims como Delinda Deline
- Marsha Thomason como Nessa "Ice Queen" Holt (2003-2005)
- Lara Flynn Boyle como Monica Mancuso (2005)
- Cheryl Ladd como Jillian Deline
- Tom Selleck como A.J Cooper - Milionário ex-fuzileiro naval dos EUA que, desiludido com a vida militar, agora é o dono e Chefe de Operaçoes do Montecito.